# Klaus Bachler (Rennfahrer)

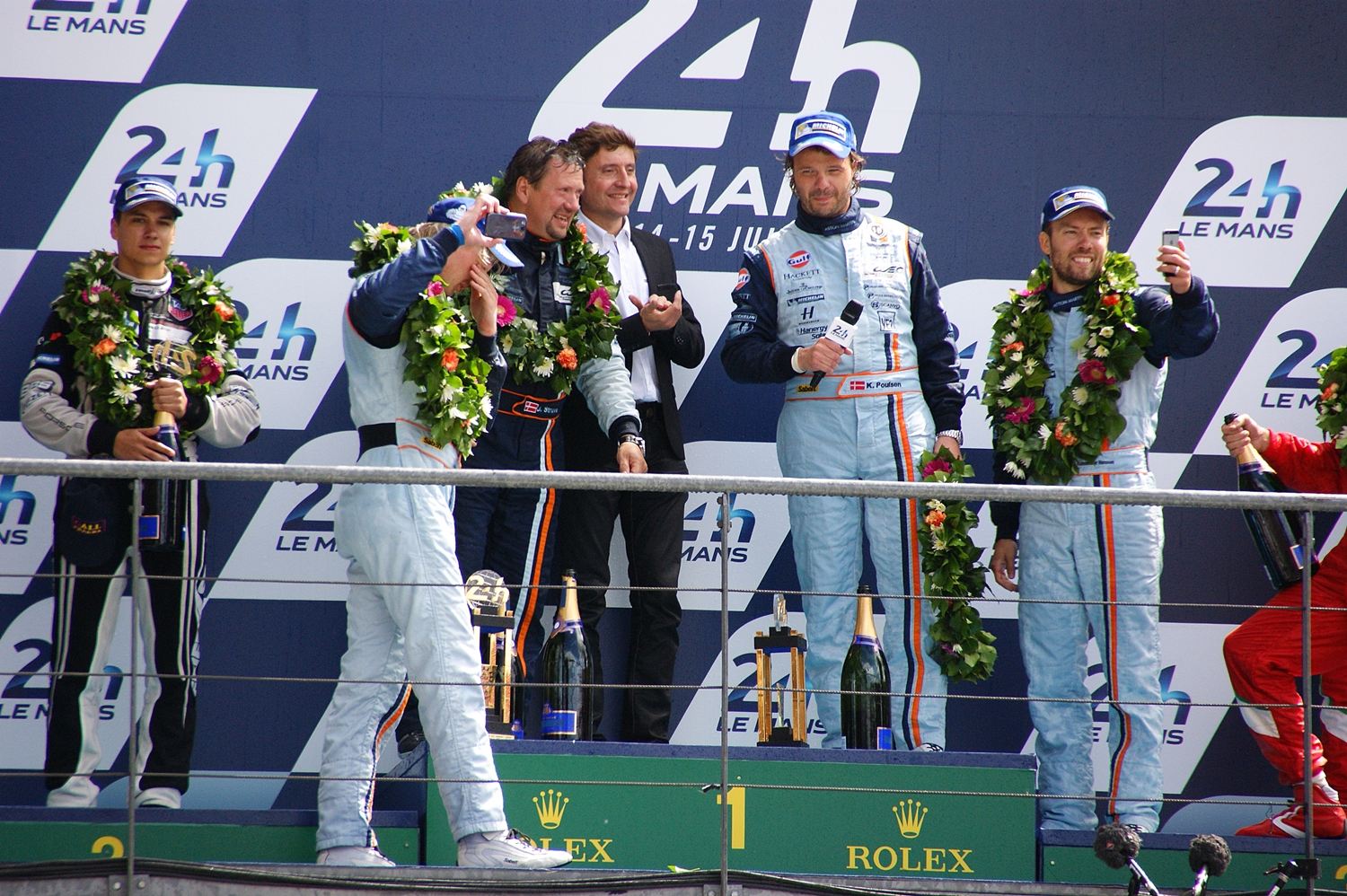
Klaus Bachler (links) am Siegerpodest nach dem 24-Stunden-Rennen von Le Mans 2014

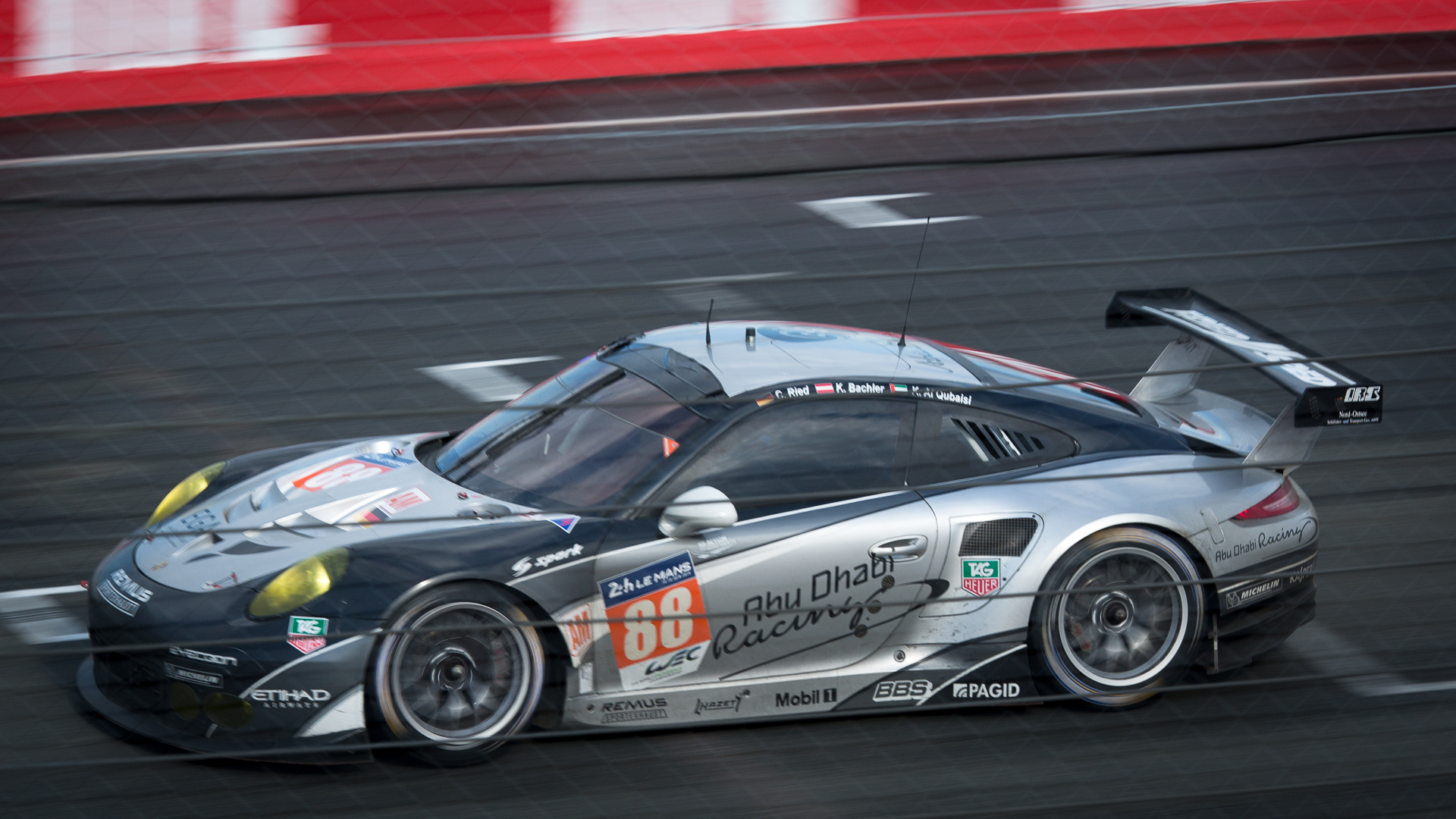
Der Porsche 911 RSR von Christian Ried, Khaled Al Qubaisi und Klaus Bachler beim 24-Stunden-Rennen von Le Mans 2014

Klaus Bachler (* 27. Juli 1991 in Judenburg) ist ein österreichischer Rennfahrer.

## Karriere
Nachdem Bachler seine Motorsportkarriere im Alter von neun Jahren im Kartsport begonnen hatte und mehrere Jahre in dieser Sportart aktiv gewesen war, debütierte er 2006 im Formelsport und wurde 14. in der Formel Lista junior. 2007 trat er für Neuhauser Racing in der Formel Lista Junior an und gewann mit fünf Siegen den Meistertitel. 2008 wechselte Bachler mit Neuhauser Racing in die neugegründete ADAC-Formel-Masters. Er gewann in seiner Debütsaison zwei Rennen und stand sechsmal auf dem Podium. 2009 bestritt der Rennfahrer seine zweite Saison in der ADAC-Formel-Masters für URD Rennsport. Er entschied in diesem Jahr drei Rennen für sich und beendete insgesamt zehn Rennen unter den ersten drei Piloten. In der Meisterschaft wurde er mit 188 zu 224 Punkten Vizemeister hinter Daniel Abt.
2010 plante Bachler den Wechsel in den deutschen Formel-3-Cup und stand bereits bei URD Rennsport unter Vertrag. Allerdings verletzte sich Bachler bei Testfahrten, die kurz vor dem Saisonauftakt auf dem Hockenheimring stattfanden, schwer. Er schlug wegen eines Bremsdefekts mit hoher Geschwindigkeit in die Streckenbegrenzung ein und brach sich dabei drei Wirbel sowie ein Sprunggelenk. Beim Saisonfinale in Oschersleben kehrte er in den Motorsport zurück. Mit zwei fünften Plätzen belegte er den 15. Platz in der Fahrerwertung. 2011 blieb Bachler bei URD Rennsport in der deutschen Formel 3. Er erzielte zwei Siege und sieben Podest-Platzierungen und beendete die Saison auf dem dritten Gesamtrang.
2012 wechselte Bachler in den GT-Sport. Er wurde ins Förderprogramm von Porsche aufgenommen und trat im deutschen Porsche Carrera Cup an. Für Tolimit Motorsport startend erzielte er mit einem dritten Platz eine Podest-Platzierung und schloss seine Debütsaison auf dem achten Rang ab. Seine Teamkollegen René Rast und Sean Edwards belegten die ersten zwei Positionen. Darüber hinaus nahm Bachler als Gaststarter an zwei Rennen des Porsche Supercups teil. 2013 blieb er im Porsche-Förderprogramm und ging als Stammpilot im Porsche Supercup an den Start.

## Sonstiges
Seit 2009 wird Bachler von Willi Dörflinger und Toto Wolff gemanagt.

## Statistik

### Karrierestationen
| - 2000–2006: Kartsport - 2006: Formel Lista junior (Platz 14) - 2007: Formel Lista junior (Meister) - 2008: ADAC-Formel-Masters (Platz 3) - 2009: ADAC-Formel-Masters (Platz 2) | - 2010: Deutsche Formel 3 (Platz 15) - 2011: Deutsche Formel 3 (Platz 3) - 2012: Deutscher Porsche Carrera Cup (Platz 8) - 2015: ADAC GT Masters - 2015: FIA WEC | - 2015: FIA WEC - 2017: ADAC GT Masters (Platz 22) - 2018: ADAC GT Masters (Platz 23) - 2019: ADAC GT Masters (Platz 9) - 2020: ADAC GT Masters (Platz 11) |

### Le-Mans-Ergebnisse
| Jahr | Team                    | Fahrzeug                | Teamkollege      | Teamkollege       | Platzierung | Ausfallgrund |
| ---- | ----------------------- | ----------------------- | ---------------- | ----------------- | ----------- | ------------ |
| 2014 | Proton Competition      | Porsche 911 RSR         | Christian Ried   | Khaled Al Qubaisi | Rang 21     |              |
| 2015 | Abu Dhabi-Proton Racing | Porsche 911 RSR         | Christian Ried   | Khaled Al Qubaisi | Ausfall     | Wagenbrand   |
| 2017 | Dempsey-Proton Racing   | Porsche 911 RSR         | Stéphane Lémeret | Khaled Al Qubaisi | Ausfall     | Unfall       |
| 2024 | Manthey PureRxcing      | Porsche 911 GT3 R LMGT3 | Alex Malykhin    | Joel Sturm        | Rang 41     |              |
| 2025 | Manthey                 | Porsche 911 GT3 R LMGT3 | Antares Au       | Loek Hartog       | Rang 38     |              |

### Sebring-Ergebnisse
| Jahr | Team              | Fahrzeug                | Teamkollege      | Teamkollege        | Platzierung             | Ausfallgrund |
| ---- | ----------------- | ----------------------- | ---------------- | ------------------ | ----------------------- | ------------ |
| 2023 | Pfaff Motorsports | Porsche 911 GT3 R       | Laurens Vanthoor | Patrick Pilet      | Rang 14 und Klassensieg |              |
| 2024 | MDK Motorsports   | Porsche 911 GT3 R (992) | Anders Fjordbach | Kerong Li          | Rang 40                 |              |
| 2025 | AO Racing         | Porsche 911 GT3 R (992) | Laurin Heinrich  | Alessio Picariello | Rang 19 und Klassensieg |              |

### Einzelergebnisse in der FIA-Langstrecken-Weltmeisterschaft
| Saison | Team                    | Rennwagen       | 1   | 2   | 3   | 4   | 5   | 6   | 7   | 8   | 9   |
| ------ | ----------------------- | --------------- | --- | --- | --- | --- | --- | --- | --- | --- | --- |
| 2014   | Proton Competition      | Porsche 911 RSR | SIL | SPA | LEM | AUS | FUJ | SHA | BAH | SAO |     |
| 2014   | Proton Competition      | Porsche 911 RSR | 18  | 22  | 21  | 20  | 20  | 24  | 21  | 16  |     |
| 2015   | Abu Dhabi-Proton Racing | Porsche 911 RSR | SIL | SPA | LEM | NÜR | AUS | FUJ | SHA | BAH |     |
| 2015   | Abu Dhabi-Proton Racing | Porsche 911 RSR | 21  | 27  | DNF |     |     |     | 28  | 27  |     |
| 2016   | Abu Dhabi-Proton Racing | Porsche 911 RSR | SIL | SPA | LEM | NÜR | MEX | AUS | FUJ | SHA | BAH |
| 2016   | Abu Dhabi-Proton Racing | Porsche 911 RSR | 27  |     |     |     |     |     |     |     |     |
| 2017   | Dempsey-Proton Racing   | Porsche 911 RSR | SIL | SPA | LEM | NÜR | MEX | AUS | FUJ | SHA | BAH |
| 2017   | Dempsey-Proton Racing   | Porsche 911 RSR | DNF |     |     |     |     |     |     |     |     |
| 2024   | Manthey-Racing          | Porsche 911 GT3 | KAT | IMO | SPA | LEM | SAO | AUS | FUJ | BAH |     |
| 2024   | Manthey-Racing          | Porsche 911 GT3 | 16  | 20  | 17  | 41  | 19  | 17  | 14  | 23  |     |
| 2025   | Manthey-Racing          | Porsche 911 GT3 | KAT | IMO | SPA | LEM | SAO | AUS | FUJ | BAH |     |
| 2025   | Manthey-Racing          | Porsche 911 GT3 | 38  |     |     |     |     |     |     |     |     |